# Марклое
Марклое (нім. Marklohe) — громада в Німеччині, розташована в землі Нижня Саксонія. Входить до складу району Нінбург. Центр об'єднання громад Марклое.
Площа — 32,94 км2. Населення становить 4653 ос. (станом на 31 грудня 2021).